# Bolchoï (film, 2017)
Pour les articles homonymes, voir Bolchoï.
Pour plus de détails, voir Fiche technique et Distribution.
Bolchoï (Большой) est un film russe réalisé par Valeriy Todorovski, sorti en 2017.

## Synopsis
Une petite fille passionnée de danse et talentueuse va entrer à l'académie Russe de Moscou pour se former et entrer au Bolchoï.
On suit ses perigrinations, face à une formatrice atteinte d'Alzheimer qui la prend en affection et remarque son talent.
Venant d'un milieu modeste et ayant un tempérament vif elle fera face à la concurrence d'une fille de bonne famille et aux conséquences de son tempérament authentique...

## Fiche technique
- Titre original : Большой
- Titre français : Bolchoï
- Réalisation : Valeriy Todorovski
- Scénario : Anastasiya Palchikova et Ilya Tilkine
- Direction artistique : Vladimir Goudiline
- Costumes : Aleksandr Ossipov (ru)
- Photographie : Sergey Mikhalchuk
- Montage : Alexeï Bobrov
- Musique : Anna Droubitch et Pavel Karmanov
- Pays d'origine : Russie
- Format : Couleurs - 35 mm - Dolby Digital
- Genre : drame
- Durée : 132 minutes
- Date de sortie :
  -  Russie : 11 mai 2017

## Distribution
- Alissa Freindlich : Beleckaya
- Valentina Telitchkina : Untilova
- Ekaterina Samuilina : Yulka enfant
- Aleksandr Domogarov : Potockiy
- Margarita Simonova : Yulia Olchanskaïa
- Anna Issaeva : Karina Kournikova
- Nicolas Le Riche : Antoine

## Distinctions

### Récompenses
- 16e cérémonie des Aigles d'or : meilleur scénario[1].
- 31e cérémonie des Nika : meilleure actrice dans un second rôle pour Alissa Freindlich et meilleur son

### Sélection
- Kinotavr 2017 : sélection hors compétition.